# Nikkeltetrakarbonyl
Nikkeltetrakarbonyl er en organo nikkelforbindelse med sumformeleb Ni(CO)4. Det er en giftig forbindelse, kan dannes hvis små fine nikkelpartikler kommer i kontakt med kulilte, nikkeltetrakarbonyl kan også dannes i tobaksrøg, enten fra røgen, i tobakken eller i tobakspapiret.
Nikkeltetrakarbonyl er mononuklær metalkarbonyl. Bindingen mellem metalartomet og karrbonatatomet er kovalent
Nikke har oxidationstal nul i karbonylforbindelsen.
Nikkeltetrakarbonyl er er ved stuetemperatur: farveløs, tung flygtig med en muggen lugt, er uopløselig i vand men letopløselig i de fleste organiske opløsningsmidler, det reagere kraftigt med saltsyre samt svovlsyre.
Ved reaktion med saltsyre bliver der dannet nikkelsalte ved frigivelse af Kulilte CO - Blandingen af karbonyler kan eksplodre ved 20C
Nikkeltetrakarbonyl : Molekylevægt 170.73 g/mol, smeltepunkt -25C, kogepunkt 43.2C
| Kemi | Spire Denne artikel om kemi er en spire som bør udbygges. Du er velkommen til at hjælpe Wikipedia ved at udvide den. |